# Bra vibrationer
"Bra vibrationer" ("Boas vibrações") foi a canção que representou a Suécia no Festival Eurovisão da Canção 1985, interpretada em sueco por Kikki Danielsson. A canção tinha letra de Ingela Forsman, música de Lasse Holm e a orquestração esteve a cargo de Curt-Eric Holmquist.

## História
Danielsson ganhou o direito de representar a Suécia em Gotemburgo, depois de ter vencido o Melodifestivalen em 1985, onde ela foi a primeira a cantar. A canção teve mais sete votos que a segunda classificada, "Ta min hand", interpretada por Dan Tillberg."
Em Gotemburgo foi a 16.ª a atuar na noite, a seguir à canção suíça "Piano, Piano", interpretada por Mariella Farré e Pino Gasparini e antes da canção austríaca "Kinder dieser Welt", interpretada por Gary Lux. No final, a canção sueca terminou em terceiro lugar, recebendo um total de 103 pontos (tendo recebido a pontuação máxima da Finlândia e Noruega. 
A canção é cantada num estilo schlager moderno, onde Danielsson relata as suas fortes emoções amorosas com um homem que ela tinha conhecido. Ela fala como as coisas estão indo depressa demais, mas no final, ela sente "boas vibrações" e está muito feliz com o que tinha acontecido.
No top sueco de singles alcançou o 12.º lugar e esteve durante 8 semanas no top 50.

## Lista de canções (single)
1. Lado A: Bra vibrationer
2. Lado B: Plingeling

## Versões
Kiki gravou uma versão em inglês intitulada "Right night for loving". * O grupo sueco Lars Vegas trio fez uma versão cover da canção no seu CD EP de 1993 Kikki Resque - fem helt vanliga killar tolkar Kikki Danielsson".